# 接触器

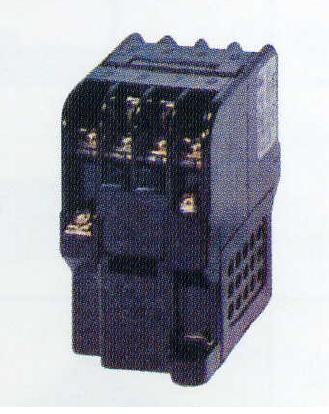
典型低壓空氣直動式交流電磁接触器外觀，當激磁狀態中央按鈕會自動凹入

接触器（Contactor），指利用线圈流过电流产生磁场，使触头闭合，以达到控制负载的电器。因為可快速切斷交流與直流主迴路和可頻繁地接通與大電流控制（某些型別可達800安培）電路的裝置，所以經常運用於電動機做為控制對象，也可用作控制工廠設備、電熱器、工作母機和各樣電力機組等電力負載，並作為遠距離控制裝置。

## 功能說明
交流接触器利用主接点来开闭电路，用辅助接点来導通控制迴路。主接点一般只有常开接点，而辅助接点常有两对具有常开和常闭功能的接点，小型的接触器也经常作为中间继电器配合主电路使用。交流接触器的接点，由银钨合金制成，具有良好的导电性和耐高温烧蚀性。
交流接触器的动作动力来源于交流电磁铁，电磁铁由两个“山”字形的幼硅钢片叠成，其中一个固定，在上面套上线圈，工作电压有多种供选择。为了使磁力稳定，铁芯的吸合面，加上短路环。交流接触器在失电后，依靠弹簧復位。另一半是活动铁芯，构造和固定铁芯一样，用以带动主接点和辅助接点的开關。
20安培以上的接触器加有灭弧罩，利用断开电路时产生的电磁力，快速拉断电弧，以保护接点。接触器具有可高頻率的做電源開啟與切斷控制，最高操作頻率甚至可達每小時1200次也沒問題。而接触器的使用壽命很高，機械壽命通常為數百萬次至一千萬次，電流壽命一般則為數十萬次至數百萬次。

### 電磁接触器（空氣式）
電磁接触器（Magnetic Contactor）主要由接點系統、電磁操動系統、支架、輔助接點和外殼（或底架）組成。因為交流電磁接触器的線圈一般採用交流電源供電，在接触器激磁之後，通常會有一聲高分貝的"咯"的噪音，這也成為電磁接触器的特色。
雖然80年代後，各國有發展交流接触器電磁鐵的無聲和節電，基本的可行方案之一是將交流電源用變壓器降壓後，再經內部整流器轉變成直流電源後供電，但此複雜控制方式並不多見。

### 真空接触器
真空接触器為接點系統採用真空消磁室的接触器。

### 半導體接触器
半導體接触器使用改變電路迴路的導通狀態和斷路狀態而完成電流操作的接触器。

## 分類
根据控制线圈的电压不同，可分为（出处《实用电气工程师手册》）
- 直流线圈接触器
- 交流线圈接触器

按操作機構分為
- 電磁式接触器
- 液壓式接触器
- 氣動式接触器

按動作方式分為
- 直動式接触器
- 轉動式接触器

根据接触器触点特性分为：（《实用电气工程师手册》，不含新类别“无弧接触器”）
- 空气接触器
- 真空接触器
- 无弧接触器

## 接触器与继电器的区别
接触器原理与电压继电器相同，只是接触器控制的负载功率较大，故体积也较大。交流接触器广泛用作电力的开断和控制电路。

## 技術發展
交流接触器制作为一个整体，外形和性能也在不断提高，但是功能始终不变。无论技术的发展到什么程度，普通的交流接触器还是有其重要的地位。 